# 龙泉龙岗遗址
龙泉龙岗遗址，位于中国吉林省通化县大都岭乡龙泉村，为一个省级文物保护单位，类型为古遗址，公布时间为2007年5月31日。该文物保护单位由通化县文物文化市场管理所管理。
龙泉龙岗遗址的历史年代为青铜-唐。